# Lucila Campos
Lucila Campos, nata Clara Lucila Campos Marcial, (Lima, 16 agosto 1938 – Lima, 12 dicembre 2016), è stata una cantante peruviana molto famosa, soprannominata la "Morena Espectáculo" o, nell'ultimo decennio, chiamata "Reina de las Polladas". Interprete di musica creola, 
afro-peruviana e tropicale.

## Biografia
Lucila Campos nacque il 16 agosto 1938 a Lima e crebbe nel distretto di Lince. Il ritmo e il gusto probabilmente lo ereditò da suo padre, Pedro Campos Ochoa, nativo di San Luis de Cañete, un'enclave della cultura afro-peruviana.
La sua carriera musicale iniziò nel 1947, con un festival di canto organizzato in un mercato vicino a casa sua, a nove anni. Dieci anni dopo, nel 1957, iniziò a cantare da solista a 19 anni, facendo parte del gruppo "Gente Morena di Pancho Fierro" e nel 1967 entrò a far parte della compagnia teatrale Compañía Teatro y Danzas Negras del Perú, della famosa Victoria Santa Cruz.

## Perú Negro
Nel 1969 divenne membro dell'Asociación Cultural Afroperuana Perú Negro (Associazione Culturale Afro-Peruviana Perù Negro), dove sarebbe rimasta per 17 anni, un gruppo diretto dall'eccezionale musicista Ronaldo Campos. Quello stesso anno, nel mese di ottobre, vinsero il Festival Hispanoamericano di Danza y la Canción, un evento che si svolse al Luna Park di Buenos Aires, Argentina.
Il suddetto programma musicale si intitolava La Tierra se Hizo Nuestra (La terra è diventata nostra) e conteneva, tra le altre, note registrazioni come "El Payandé", "Pobre Negrita", "El Alcatraz", tra le altre. Ebbe un po' di risalto il fatto che quel giorno l'artista, mentre cantava il suo numero, improvvisamente mancò il suono, per lo spegnimento di tutti i microfoni del palco e, prima dello sguardo sorpreso degli spettatori, continuò a cantare a cappella senza mostrare difficoltà o alcun fastidio. In questa occasione fu notata la sua voce energica e straordinaria che l'avrebbe accompagnata durante la sua carriera musicale.

## La carriera come solista
Essendo un artista esclusiva dell'etichetta Virrey Industrias Musicales, registrò nel 1973 la sua prima produzione musicale "Toro Mata" accompagnata dal musicista Manolo Ávalos. È conosciuta come interprete di Guaranguito, La Morena Trinidad, Toro mata e Samba Malató. Nel 1975 è invitata al Festival de Arte Negro de Cañete, dove si aggiudica il primo premio con Pepe Villalobos per la canzone "Negrito Chinchiví". Nel 1978 registra Ruperta, di Ángel Aníbal Rosado.
Durante gli anni vertiginosi carichi di successi ha registrato molti dischi da record, anche per Iempsa, per la quale registrò al fianco di Óscar Avilés e Arturo "Zambo" Cavero; un chiaro esempio sono i loro dischi all'inizio degli anni '80 Que Tal Trio! e Valseando Festejos, le cui vendite erano imponenti.
Il suo successo non poteva passare inosservato dai residenti peruviani negli Stati Uniti e gradualmente fu convocata a New York, in Florida, San Francisco, Atlanta, Connecticut, Elizabeth, Las Vegas, Virginia così come in Giappone e in Germania. Ha diviso le scene con la scomparsa cantante cubana Celia Cruz, alla quale era legata da un'amicizia fraterna.

## Ultimi anni
Lucila Campos fu una fedele devota del Signore dei Miracoli, fin da quando ebbe l'uso della ragione. Da un matrimonio fallito ebbe due figli: Zoila García e Pedro Guadalupe, quest'ultimo è stato un modello conosciuto come Peter Ferrari, deceduto nel 2015. Realizzò circa una trentina di registrazioni tra cui vals, festejo, marinera, landó, etc.
Lucila Campos per molti anni ha organizzato eventi sociali di beneficenza nel suo quartiere situato strategicamente in Calle Almirante Guisse a Lince. Aveva l'abitudine di indossare innumerevoli parrucche e soffriva di diabete che negli ultimi anni si era intensificato, costringendola a letto ed estraniandola dalla vita artistica.
Il 14 giugno 2007 Lucila Campos, la "zia" come la chiamava affettuosamente la gente, fu operata al cuore dove le posizionarono un pacemaker, dal momento che il suo battito cardiaco era molto debole. Nel 2009 subì l'amputazione di una gamba, a causa del suo diabete avanzato, ed ebbe due ictus.
Morì il 12 dicembre 2016 alle 10:30. Aveva 78 anni.

## Discografia
- Toro Mata (Virrey, 1973)
- Perú Negro: Gran Premio del Festival Hispanoamericano de la Danza y la Canción (Virrey, 1973)
- La Jarana es con Lucila Campos (Virrey, 1974)
- Conjunto Perú Negro: Son de los Diablos (Virrey, 1974)
- Ritmo Negro: Con el conjunto de chocolate y su Eleggua (Virrey, 1975)
- ¡¡¡ Que Tal... Trio !!! (Iempsa, 1980)
- Valseando Festejos (Iempsa, 1981)
- Seguimos Valseando Festejos (Iempsa, 1982)
- El Sabor de Lucila Campos (Iempsa, 1984)
- Quimba, Lisura y Sabor (Virrey, 1985)
- Sabor...y más Sabor (Virrey, 1988)

## Artisti collegati
- Susana Baca
- Ronaldo Campos
- Perú Negro
- Alicia Maguiña
- Nicomedes Santa Cruz